# Chaetosopus contiguus
Chaetosopus contiguus là một loài bọ cánh cứng trong họ Cerambycidae.